# Eletti al Senato della Repubblica nelle elezioni politiche italiane del 1948
Questo elenco riporta i nomi dei senatori della I legislatura della Repubblica Italiana eletti dopo le elezioni politiche del 1948 suddivisi per circoscrizione.
| Circoscrizione        | Lista                                            | Eletto                          | Collegio                             |
| --------------------- | ------------------------------------------------ | ------------------------------- | ------------------------------------ |
| Piemonte              | Democrazia Cristiana                             | Raffaele Cadorna                | Verbano Cusio Ossola                 |
| Piemonte              | Democrazia Cristiana                             | Teresio Guglielmone             | Pinerolo                             |
| Piemonte              | Democrazia Cristiana                             | Felice Lovera                   | Casale Monferrato - Chivasso         |
| Piemonte              | Democrazia Cristiana                             | Federico Marconcini             | Torino centro                        |
| Piemonte              | Democrazia Cristiana                             | Modesto Panetti                 | Ivrea                                |
| Piemonte              | Democrazia Cristiana                             | Italo Mario Sacco               | Mondovì                              |
| Piemonte              | Democrazia Cristiana                             | Giovanni Sartori                | Alba                                 |
| Piemonte              | Democrazia Cristiana                             | Antonio Toselli                 | Cuneo - Saluzzo                      |
| Piemonte              | Fronte Democratico Popolare                      | Carlo Boccassi                  | Alessandria - Tortona                |
| Piemonte              | Fronte Democratico Popolare                      | Luigi Castagno                  | Torino Fiat Aeritalia Ferriere       |
| Piemonte              | Fronte Democratico Popolare                      | Carlo Cerruti                   | Vercelli                             |
| Piemonte              | Fronte Democratico Popolare                      | Ermanno Lazzarino               | Novara                               |
| Piemonte              | Fronte Democratico Popolare                      | Virgilio Luisetti               | Biella                               |
| Piemonte              | Fronte Democratico Popolare                      | Ottavio Pastore                 | Torino Dora Oltre Stura              |
| Piemonte              | Unità Socialista                                 | Spartaco Beltrand               | Cuneo - Saluzzo                      |
| Piemonte              | Unità Socialista                                 | Luigi Carmagnola                | Torino centro                        |
| Piemonte              | Indipendente                                     | Egidio Fazio                    | Mondovì                              |
| Lombardia             | Democrazia Cristiana                             | Antonio Bareggi                 | Varese                               |
| Lombardia             | Democrazia Cristiana                             | Pietro Bellora                  | Clusone                              |
| Lombardia             | Democrazia Cristiana                             | Angelo Buizza                   | Brescia                              |
| Lombardia             | Democrazia Cristiana                             | Angelo Cemmi                    | Breno                                |
| Lombardia             | Democrazia Cristiana                             | Albino Donati                   | Chiari                               |
| Lombardia             | Democrazia Cristiana                             | Enrico Falck                    | Lecco                                |
| Lombardia             | Democrazia Cristiana                             | Mario Longoni                   | Monza                                |
| Lombardia             | Democrazia Cristiana                             | Piero Mentasti                  | Treviglio                            |
| Lombardia             | Democrazia Cristiana                             | Cesare Merzagora                | Milano I                             |
| Lombardia             | Democrazia Cristiana                             | Carlo Perini                    | Rho                                  |
| Lombardia             | Democrazia Cristiana                             | Cristoforo Pezzini              | Bergamo                              |
| Lombardia             | Democrazia Cristiana                             | Mariano Rosati                  | Como                                 |
| Lombardia             | Democrazia Cristiana                             | Emanuele Samek Lodovici         | Abbiategrasso                        |
| Lombardia             | Democrazia Cristiana                             | Natale Santero                  | Busto Arsizio                        |
| Lombardia             | Democrazia Cristiana                             | Lorenzo Spallino                | Cantù                                |
| Lombardia             | Democrazia Cristiana                             | Ezio Vanoni                     | Sondrio                              |
| Lombardia             | Democrazia Cristiana                             | Francesco Zane                  | Salò                                 |
| Lombardia             | Democrazia Cristiana                             | Ennio Zelioli Lanzini           | Crema                                |
| Lombardia             | Fronte Democratico Popolare                      | Giuseppe Alberganti             | Lodi                                 |
| Lombardia             | Fronte Democratico Popolare                      | Antonio Banfi                   | Abbiategrasso                        |
| Lombardia             | Fronte Democratico Popolare                      | Giuseppe Cortese                | Vigevano                             |
| Lombardia             | Fronte Democratico Popolare                      | Gaetano Ferragni                | Cremona                              |
| Lombardia             | Fronte Democratico Popolare                      | Cesare Gavina                   | Voghera                              |
| Lombardia             | Fronte Democratico Popolare                      | Francesco Mariani               | Milano VI                            |
| Lombardia             | Fronte Democratico Popolare                      | Clarenzo Menotti                | Ostiglia                             |
| Lombardia             | Fronte Democratico Popolare                      | Piero Montagnani                | Milano V                             |
| Lombardia             | Fronte Democratico Popolare                      | Italo Sinforiani                | Pavia                                |
| Lombardia             | Fronte Democratico Popolare                      | Pietro Torelli                  | Mantova                              |
| Lombardia             | Unità Socialista - Partito Repubblicano Italiano | Giulio Bergmann (PRI)           | Milano IV                            |
| Lombardia             | Unità Socialista - Partito Repubblicano Italiano | Giovanni Battista Boeri (PRI)   | Milano II                            |
| Lombardia             | Unità Socialista - Partito Repubblicano Italiano | Enrico Gonzales (US)            | Milano III                           |
| Trentino-Alto Adige   | Democrazia Cristiana                             | Luigi Benedetti                 | Trento                               |
| Trentino-Alto Adige   | Democrazia Cristiana                             | Enrico Conci                    | Mezzolombardo                        |
| Trentino-Alto Adige   | Democrazia Cristiana                             | Umberto Gelmetti                | Rovereto                             |
| Trentino-Alto Adige   | Democrazia Cristiana                             | Angelo Giacomo Mott             | Pergine Valsugana                    |
| Trentino-Alto Adige   | Partito Popolare Sudtirolese                     | Carlo Braitenberg               | Bolzano                              |
| Trentino-Alto Adige   | Partito Popolare Sudtirolese                     | Giuseppe Raffeiner              | Bressanone                           |
| Veneto                | Democrazia Cristiana                             | Antonio Alberti                 | Verona I                             |
| Veneto                | Democrazia Cristiana                             | Celeste Bastianetto             | San Donà di Piave                    |
| Veneto                | Democrazia Cristiana                             | Giuseppe Caron                  | Treviso                              |
| Veneto                | Democrazia Cristiana                             | Stanislao Ceschi                | Cittadella                           |
| Veneto                | Democrazia Cristiana                             | Guido Corbellini                | Vicenza                              |
| Veneto                | Democrazia Cristiana                             | Francesco De Bosio              | Verona Pianura                       |
| Veneto                | Democrazia Cristiana                             | Agostino D'Incà                 | Belluno                              |
| Veneto                | Democrazia Cristiana                             | Aldo Ferrabino                  | Padova                               |
| Veneto                | Democrazia Cristiana                             | Bortolo Galletto                | Schio                                |
| Veneto                | Democrazia Cristiana                             | Carlo Grava                     | Vittorio Veneto - Montebelluna       |
| Veneto                | Democrazia Cristiana                             | Ugo Guarienti                   | Verona Collina                       |
| Veneto                | Democrazia Cristiana                             | Angelo Lorenzi                  | Este                                 |
| Veneto                | Democrazia Cristiana                             | Giovanni Ponti                  | Mirano                               |
| Veneto                | Democrazia Cristiana                             | Raffaele Tommasini              | Chioggia                             |
| Veneto                | Democrazia Cristiana                             | Giustino Valmarana              | Bassano del Grappa                   |
| Veneto                | Fronte Democratico Popolare                      | Severino Bolognesi              | Rovigo                               |
| Veneto                | Fronte Democratico Popolare                      | Carlo Caldera                   | Verona Pianura                       |
| Veneto                | Fronte Democratico Popolare                      | Guido Giacometti                | Chioggia                             |
| Veneto                | Fronte Democratico Popolare                      | Angelina Merlin                 | Adria                                |
| Veneto                | Unità Socialista                                 | Attilio Tissi                   | Belluno                              |
| Friuli-Venezia Giulia | Democrazia Cristiana                             | Michele Gortani                 | Tolmezzo                             |
| Friuli-Venezia Giulia | Democrazia Cristiana                             | Gaetano Pietra                  | Cividale                             |
| Friuli-Venezia Giulia | Democrazia Cristiana                             | Tiziano Tessitori               | Udine                                |
| Friuli-Venezia Giulia | Democrazia Cristiana                             | Zefferino Tomè                  | San Vito al Tagliamento              |
| Friuli-Venezia Giulia | Fronte Democratico Popolare                      | Antonio Tambarin                | Gorizia                              |
| Friuli-Venezia Giulia | Unità Socialista - Partito Repubblicano Italiano | Giuseppe Asquini (US)           | Pordenone                            |
| Liguria               | Democrazia Cristiana                             | Giorgio Bo                      | Genova IV                            |
| Liguria               | Democrazia Cristiana                             | Antonio Boggiano Pico           | Chiavari                             |
| Liguria               | Democrazia Cristiana                             | Settimio Bruna                  | Imperia                              |
| Liguria               | Democrazia Cristiana                             | Franco Varaldo                  | Savona                               |
| Liguria               | Fronte Democratico Popolare                      | Gaetano Barbareschi             | Genova II                            |
| Liguria               | Fronte Democratico Popolare                      | Antonio Negro                   | Genova I                             |
| Liguria               | Fronte Democratico Popolare                      | Ezio Pontremoli                 | La Spezia                            |
| Liguria               | Unità Socialista                                 | Giovanni Secondo Anfossi        | Imperia                              |
| Emilia-Romagna        | Fronte Democratico Popolare                      | Silvio Fantuzzi                 | Castelnuovo ne' Monti - Sassuolo     |
| Emilia-Romagna        | Fronte Democratico Popolare                      | Giacomo Ferrari                 | Parma                                |
| Emilia-Romagna        | Fronte Democratico Popolare                      | Carmine Mancinelli              | Bologna II                           |
| Emilia-Romagna        | Fronte Democratico Popolare                      | Pietro Marani                   | Reggio Emiia                         |
| Emilia-Romagna        | Fronte Democratico Popolare                      | Rita Montagnana Togliatti       | Bologna III Imola                    |
| Emilia-Romagna        | Fronte Democratico Popolare                      | Raffaele Ottani                 | Bologna I                            |
| Emilia-Romagna        | Fronte Democratico Popolare                      | Alberto Mario Pucci             | Carpi                                |
| Emilia-Romagna        | Fronte Democratico Popolare                      | Otello Putinati                 | Ferrara                              |
| Emilia-Romagna        | Fronte Democratico Popolare                      | Autunno Ravà                    | Portomaggiore                        |
| Emilia-Romagna        | Fronte Democratico Popolare                      | Rodolfo Salvagiani              | Ravenna                              |
| Emilia-Romagna        | Democrazia Cristiana                             | Domenico Farioli                | Castelnuovo ne' Monti - Sassuolo     |
| Emilia-Romagna        | Democrazia Cristiana                             | Francesco Marchini Camia        | Borgotaro - Salsomaggiore            |
| Emilia-Romagna        | Democrazia Cristiana                             | Giuseppe Medici                 | Modena                               |
| Emilia-Romagna        | Democrazia Cristiana                             | Vittorio Minoja                 | Fiorenzuola d'Arda - Fidenza         |
| Emilia-Romagna        | Democrazia Cristiana                             | Luigi Silvestrini               | Rimini                               |
| Emilia-Romagna        | Unità Socialista                                 | Gustavo Ghidini                 | Parma                                |
| Emilia-Romagna        | Partito Repubblicano Italiano                    | Aldo Spallicci                  | Cesena                               |
| Toscana               | Fronte Democratico Popolare                      | Ilio Barontini                  | Livorno                              |
| Toscana               | Fronte Democratico Popolare                      | Massimo Bontempelli             | Siena                                |
| Toscana               | Fronte Democratico Popolare                      | Galliano Gervasi                | Montevarchi                          |
| Toscana               | Fronte Democratico Popolare                      | Attilio Mariotti                | Firenze III                          |
| Toscana               | Fronte Democratico Popolare                      | Giacomo Picchiotti              | Volterra                             |
| Toscana               | Fronte Democratico Popolare                      | Pietro Ristori                  | Prato                                |
| Toscana               | Fronte Democratico Popolare                      | Armando Sapori                  | Firenze II                           |
| Toscana               | Democrazia Cristiana                             | Cesare Angelini                 | Viareggio                            |
| Toscana               | Democrazia Cristiana                             | Guido Bisori                    | Prato                                |
| Toscana               | Democrazia Cristiana                             | Giorgio Braccesi                | Pistoia                              |
| Toscana               | Democrazia Cristiana                             | Ferdinando Martini              | Lucca                                |
| Toscana               | Democrazia Cristiana                             | Raffaello Pazzagli              | Montevarchi                          |
| Toscana               | Democrazia Cristiana                             | Maurizio Vigiani                | Firenze III                          |
| Toscana               | Democrazia Cristiana                             | Adone Zoli                      | Firenze                              |
| Toscana               | Unità Socialista                                 | Gaetano Pieraccini              | Firenze                              |
| Toscana               | Unità Socialista                                 | Nella Funaro                    | Volterra                             |
| Umbria                | Fronte Democratico Popolare                      | Francesco Alunni Pierucci       | Città di Castello                    |
| Umbria                | Fronte Democratico Popolare                      | Luigi Fabbri                    | Terni                                |
| Umbria                | Fronte Democratico Popolare                      | Gino Meacci                     | Orvieto                              |
| Umbria                | Democrazia Cristiana                             | Benedetto Pasquini              | Foligno - Spoleto                    |
| Umbria                | Democrazia Cristiana                             | Giuseppe Varriale               | Perugia I                            |
| Umbria                | Democrazia Cristiana                             | Carlo Vischia                   | Città di Castello                    |
| Marche                | Democrazia Cristiana                             | Mario Carelli                   | Macerata                             |
| Marche                | Democrazia Cristiana                             | Nicola Ciccolungo               | Fermo                                |
| Marche                | Democrazia Cristiana                             | Raffaele Elia                   | Pesaro Fano                          |
| Marche                | Democrazia Cristiana                             | Amor Tartufoli                  | Ascoli Piceno                        |
| Marche                | Fronte Democratico Popolare                      | Egisto Cappellini               | Urbino                               |
| Marche                | Fronte Democratico Popolare                      | Luigi Ruggeri                   | Senigallia                           |
| Marche                | Partito Repubblicano Italiano                    | Enrico Malintoppi               | Ancona                               |
| Lazio                 | Democrazia Cristiana                             | Emilio Battista                 | Latina                               |
| Lazio                 | Democrazia Cristiana                             | Luigi Borromeo                  | Roma II                              |
| Lazio                 | Democrazia Cristiana                             | Paolo Calabresi Marconi         | Rieti                                |
| Lazio                 | Democrazia Cristiana                             | Alberto Canaletti Gaudenti      | Roma V                               |
| Lazio                 | Democrazia Cristiana                             | Giovanni Carrara                | Roma I                               |
| Lazio                 | Democrazia Cristiana                             | Angelo Cerica                   | Frosinone                            |
| Lazio                 | Democrazia Cristiana                             | Carlo De Luca                   | Viterbo                              |
| Lazio                 | Democrazia Cristiana                             | Alessandro Gerini               | Roma VIII                            |
| Lazio                 | Democrazia Cristiana                             | Vincenzo Menghi                 | Tivoli                               |
| Lazio                 | Democrazia Cristiana                             | Pier Carlo Restagno             | Sora Cassino                         |
| Lazio                 | Democrazia Cristiana                             | Quinto Tosatti                  | Roma VII                             |
| Lazio                 | Democrazia Cristiana                             | Ettore Viola                    | Roma III                             |
| Lazio                 | Fronte Democratico Popolare                      | Giuseppe Alberti                | Viterbo                              |
| Lazio                 | Fronte Democratico Popolare                      | Mario Berlinguer                | Roma VI                              |
| Lazio                 | Fronte Democratico Popolare                      | Domenico Grisolia               | Roma IV                              |
| Lazio                 | Fronte Democratico Popolare                      | Cesare Massini                  | Civitavecchia                        |
| Lazio                 | Fronte Democratico Popolare                      | Giuseppe Proli                  | Velletri                             |
| Lazio                 | Partito Repubblicano Italiano                    | Ugo Della Seta                  | Velletri                             |
| Abruzzo               | Democrazia Cristiana                             | Raffaele Caporali               | Lanciano - Vasto                     |
| Abruzzo               | Democrazia Cristiana                             | Giuseppe Cerulli Irelli         | Teramo                               |
| Abruzzo               | Democrazia Cristiana                             | Giovanni De Gasperis            | Avezzano                             |
| Abruzzo               | Democrazia Cristiana                             | Mosè Ricci                      | Chieti                               |
| Abruzzo               | Fronte Democratico Popolare                      | Giacomo Attilio Cermenati       | Teramo                               |
| Abruzzo               | Fronte Democratico Popolare                      | Armando Cermignani              | Pescara                              |
| Molise                | Democrazia Cristiana                             | Giovanni Ciampitti              | Campobasso Isernia                   |
| Molise                | Democrazia Cristiana                             | Giuseppe Magliano               | Larino                               |
| Campania              | Democrazia Cristiana                             | Giovanni Caso                   | Piedimonte D'Alife - Sessa Aurunca   |
| Campania              | Democrazia Cristiana                             | Raul De Luzenberger             | Napoli I                             |
| Campania              | Democrazia Cristiana                             | Basilio Focaccia                | Sala Consilina - Vallo della Lucania |
| Campania              | Democrazia Cristiana                             | Silvio Gava                     | Castellammare di Stabia              |
| Campania              | Democrazia Cristiana                             | Goffredo Lanzara                | Nocera Inferiore                     |
| Campania              | Democrazia Cristiana                             | Antonio Lepore                  | Cerreto Sannita                      |
| Campania              | Democrazia Cristiana                             | Ignazio Lodato                  | Eboli                                |
| Campania              | Democrazia Cristiana                             | Vincenzo Monaldi                | Napoli V                             |
| Campania              | Democrazia Cristiana                             | Gaetano Quagliariello           | Salerno                              |
| Campania              | Democrazia Cristiana                             | Mario Riccio                    | Napoli II                            |
| Campania              | Democrazia Cristiana                             | Leopoldo Rubinacci              | Torre del Greco                      |
| Campania              | Fronte Democratico Popolare                      | Pietro Adinolfi                 | Castellammare di Stabia              |
| Campania              | Fronte Democratico Popolare                      | Floriano Del Secolo             | Torre del Greco                      |
| Campania              | Fronte Democratico Popolare                      | Mario Palermo                   | Afragola                             |
| Campania              | Fronte Democratico Popolare                      | Eugenio Reale                   | Napoli VI                            |
| Campania              | Blocco Nazionale                                 | Emilio Salvi                    | Eboli                                |
| Campania              | Blocco Nazionale                                 | Mario Venditti                  | Cerreto Sannita                      |
| Campania              | Indipendenti                                     | Giacinto Bosco                  | Santa Maria Capua Vetere - Aversa    |
| Campania              | Indipendenti                                     | Raffaele Pezzullo               | Afragola                             |
| Campania              | Partito Nazionale Monarchico                     | Giuseppe Santonastaso           | Caserta                              |
| Campania              | Movimento Sociale Italiano                       | Enea Franza                     | Benevento - Ariano Irpino            |
| Puglia                | Democrazia Cristiana                             | Nicola Angelini                 | Bitonto                              |
| Puglia                | Democrazia Cristiana                             | Ferdinando Casardi              | Barletta Trani                       |
| Puglia                | Democrazia Cristiana                             | Michele De Pietro               | Lecce                                |
| Puglia                | Democrazia Cristiana                             | Giacinto Genco                  | Altamura                             |
| Puglia                | Democrazia Cristiana                             | Onofrio Jannuzzi                | Molfetta                             |
| Puglia                | Democrazia Cristiana                             | Arcangelo Magli                 | Tricase                              |
| Puglia                | Democrazia Cristiana                             | Luigi Russo                     | Monopoli                             |
| Puglia                | Democrazia Cristiana                             | Giovan Bernardino Tafuri        | Gallipoli - Galatina                 |
| Puglia                | Fronte Democratico Popolare                      | Giuseppe Gramegna               | Molfetta                             |
| Puglia                | Fronte Democratico Popolare                      | Michele Lanzetta                | Lucera                               |
| Puglia                | Fronte Democratico Popolare                      | Federico Rolfi                  | Cerignola                            |
| Puglia                | Fronte Democratico Popolare                      | Luigi Tamburrano                | Foggia San Severo                    |
| Puglia                | Fronte Democratico Popolare                      | Odoardo Voccoli                 | Taranto                              |
| Puglia                | Blocco Nazionale                                 | Nicola Nacucchi                 | Lecce                                |
| Puglia                | Indipendente                                     | Renato Angiolillo               | Bari                                 |
| Basilicata            | Democrazia Cristiana                             | Raffaele Ciasca                 | Melfi                                |
| Basilicata            | Democrazia Cristiana                             | Domenico Schiavone              | Tricarico                            |
| Basilicata            | Democrazia Cristiana                             | Mario Zotta                     | Potenza                              |
| Basilicata            | Fronte Democratico Popolare                      | Vincenzo Milillo                | Matera                               |
| Basilicata            | Fronte Democratico Popolare                      | Ernesto Troiano                 | Melfi                                |
| Basilicata            | Unità Socialista                                 | Luigi Rocco                     | Lagonegro                            |
| Calabria              | Democrazia Cristiana                             | Giuseppe Lavia                  | Rossano                              |
| Calabria              | Democrazia Cristiana                             | Francesco Miceli Picardi        | Castrovillari - Paola                |
| Calabria              | Democrazia Cristiana                             | Domenico Romano                 | Palmi                                |
| Calabria              | Democrazia Cristiana                             | Rocco Salomone                  | Vibo Valentia                        |
| Calabria              | Democrazia Cristiana                             | Nicola Vaccaro                  | Cosenza                              |
| Calabria              | Fronte Democratico Popolare                      | Domenico Rizzo                  | Rossano                              |
| Calabria              | Fronte Democratico Popolare                      | Francesco Spezzano              | Crotone                              |
| Calabria              | Fronte Democratico Popolare                      | Alberigo Oreste Talarico        | Cosenza                              |
| Calabria              | Blocco Nazionale                                 | Filippo Caminiti                | Catanzaro                            |
| Calabria              | Blocco Nazionale                                 | Roberto Lucifero d'Aprigliano   | Crotone                              |
| Sicilia               | Democrazia Cristiana                             | Carmelo Caristia                | Caltagirone                          |
| Sicilia               | Democrazia Cristiana                             | Giuseppe Damaggio               | Piazza Armerina                      |
| Sicilia               | Democrazia Cristiana                             | Angelo Di Rocco                 | Caltanissetta                        |
| Sicilia               | Democrazia Cristiana                             | Camillo Giardina                | Termini Imerese Cefalù               |
| Sicilia               | Democrazia Cristiana                             | Salvatore Italia                | Noto                                 |
| Sicilia               | Democrazia Cristiana                             | Federico Lazzaro                | Partinico Monreale                   |
| Sicilia               | Democrazia Cristiana                             | Domenico Magrì                  | Catania II                           |
| Sicilia               | Democrazia Cristiana                             | Agostino Pennisi di Floristella | Acireale                             |
| Sicilia               | Democrazia Cristiana                             | Antonio Romano                  | Enna                                 |
| Sicilia               | Democrazia Cristiana                             | Salvatore Sanmartino            | Agrigento                            |
| Sicilia               | Democrazia Cristiana                             | Giuseppe Traina                 | Sciacca                              |
| Sicilia               | Democrazia Cristiana                             | Vinicio Ziino                   | Patti                                |
| Sicilia               | Fronte Democratico Popolare                      | Giuseppe Casadei                | Sciacca                              |
| Sicilia               | Fronte Democratico Popolare                      | Salvatore Molè                  | Ragusa                               |
| Sicilia               | Fronte Democratico Popolare                      | Giuseppina Palumbo              | Noto                                 |
| Sicilia               | Fronte Democratico Popolare                      | Cesare Sessa                    | Agrigento                            |
| Sicilia               | Fronte Democratico Popolare                      | Rocco Salvatore Tignino         | Piazza Amrerina                      |
| Sicilia               | Partito Nazionale Monarchico                     | Fabrizio Lanza                  | Palermo I                            |
| Sicilia               | Partito Nazionale Monarchico                     | Stefano Lanza Filingeri         | Palermo II                           |
| Sicilia               | Blocco Nazionale                                 | Francesco Termini               | Partinico Monreale                   |
| Sicilia               | Unità Socialista                                 | Arturo Armato                   | Trapani                              |
| Sicilia               | Partito Repubblicano Italiano                    | Giovan Battista Raja            | Alcamo                               |
| Sardegna              | Democrazia Cristiana                             | Antonio Azara                   | Tempio - Ozieri                      |
| Sardegna              | Democrazia Cristiana                             | Enrico Carboni                  | Oristano                             |
| Sardegna              | Democrazia Cristiana                             | Giovanni Lamberti               | Sassari                              |
| Sardegna              | Fronte Democratico Popolare                      | Giuseppe Cavallera              | Iglesias                             |
| Sardegna              | Partito Sardo d'Azione                           | Luigi Oggiano                   | Nuoro                                |
| Sardegna              | Blocco Nazionale                                 | Raffaele Sanna Randaccio        | Cagliari                             |
| Valle d'Aosta         | Democrazia Cristiana                             | Ernesto Page                    | Aosta                                |
| Senatori di Diritto   | Partito Comunista Italiano                       | Luigi Allegato                  |                                      |
| Senatori di Diritto   | Partito Comunista Italiano                       | Vittorio Bardini                |                                      |
| Senatori di Diritto   | Partito Comunista Italiano                       | Adele Bei Ciufoli               |                                      |
| Senatori di Diritto   | Partito Comunista Italiano                       | Aladino Bibolotti               |                                      |
| Senatori di Diritto   | Partito Comunista Italiano                       | Renato Bitossi                  |                                      |
| Senatori di Diritto   | Partito Comunista Italiano                       | Ilio Bosi                       |                                      |
| Senatori di Diritto   | Partito Comunista Italiano                       | Arturo Colombi                  |                                      |
| Senatori di Diritto   | Partito Comunista Italiano                       | Edoardo D'Onofrio               |                                      |
| Senatori di Diritto   | Partito Comunista Italiano                       | Giovanni Farina                 |                                      |
| Senatori di Diritto   | Partito Comunista Italiano                       | Armando Fedeli                  |                                      |
| Senatori di Diritto   | Partito Comunista Italiano                       | Umberto Fiore                   |                                      |
| Senatori di Diritto   | Partito Comunista Italiano                       | Vittorio Flecchia               |                                      |
| Senatori di Diritto   | Partito Comunista Italiano                       | Vittorio Ghidetti               |                                      |
| Senatori di Diritto   | Partito Comunista Italiano                       | Ruggero Grieco                  |                                      |
| Senatori di Diritto   | Partito Comunista Italiano                       | Francesco Leone                 |                                      |
| Senatori di Diritto   | Partito Comunista Italiano                       | Girolamo Li Causi               |                                      |
| Senatori di Diritto   | Partito Comunista Italiano                       | Fabrizio Maffi                  |                                      |
| Senatori di Diritto   | Partito Comunista Italiano                       | Enrico Minio                    |                                      |
| Senatori di Diritto   | Partito Comunista Italiano                       | Guido Molinelli                 |                                      |
| Senatori di Diritto   | Partito Comunista Italiano                       | Cino Moscatelli                 |                                      |
| Senatori di Diritto   | Partito Comunista Italiano                       | Eugenio Musolino                |                                      |
| Senatori di Diritto   | Partito Comunista Italiano                       | Celeste Negarville              |                                      |
| Senatori di Diritto   | Partito Comunista Italiano                       | Giacomo Pellegrini              |                                      |
| Senatori di Diritto   | Partito Comunista Italiano                       | Riccardo Ravagnan               |                                      |
| Senatori di Diritto   | Partito Comunista Italiano                       | Giuseppe Rossi                  |                                      |
| Senatori di Diritto   | Partito Comunista Italiano                       | Giovanni Roveda                 |                                      |
| Senatori di Diritto   | Partito Comunista Italiano                       | Mauro Scoccimarro               |                                      |
| Senatori di Diritto   | Partito Comunista Italiano                       | Pietro Secchia                  |                                      |
| Senatori di Diritto   | Partito Comunista Italiano                       | Emilio Sereni                   |                                      |
| Senatori di Diritto   | Partito Comunista Italiano                       | Velio Spano                     |                                      |
| Senatori di Diritto   | Partito Comunista Italiano                       | Umberto Terracini               |                                      |
| Senatori di Diritto   | Democrazia Cristiana                             | Salvatore Aldisio               |                                      |
| Senatori di Diritto   | Democrazia Cristiana                             | Leopoldo Baracco                |                                      |
| Senatori di Diritto   | Democrazia Cristiana                             | Giovanni Bertini                |                                      |
| Senatori di Diritto   | Democrazia Cristiana                             | Giovanni Battista Bertone       |                                      |
| Senatori di Diritto   | Democrazia Cristiana                             | Giambattista Bosco Lucarelli    |                                      |
| Senatori di Diritto   | Democrazia Cristiana                             | Giovanni Braschi                |                                      |
| Senatori di Diritto   | Democrazia Cristiana                             | Teodoro Bubbio                  |                                      |
| Senatori di Diritto   | Democrazia Cristiana                             | Paolo Cappa                     |                                      |
| Senatori di Diritto   | Democrazia Cristiana                             | Luigi Carbonari                 |                                      |
| Senatori di Diritto   | Democrazia Cristiana                             | Mario Cingolani                 |                                      |
| Senatori di Diritto   | Democrazia Cristiana                             | Luciano Fantoni                 |                                      |
| Senatori di Diritto   | Democrazia Cristiana                             | Stefano Jacini                  |                                      |
| Senatori di Diritto   | Democrazia Cristiana                             | Umberto Merlin                  |                                      |
| Senatori di Diritto   | Democrazia Cristiana                             | Giuseppe Micheli                |                                      |
| Senatori di Diritto   | Democrazia Cristiana                             | Giovanni Pallastrelli           |                                      |
| Senatori di Diritto   | Democrazia Cristiana                             | Umberto Tupini                  |                                      |
| Senatori di Diritto   | Democrazia Cristiana                             | Alessandro Turco                |                                      |
| Senatori di Diritto   | Democrazia Cristiana                             | Giovanni Uberti                 |                                      |
| Senatori di Diritto   | Unità Socialista                                 | Alessandro Bocconi              |                                      |
| Senatori di Diritto   | Unità Socialista                                 | Giuseppe Canepa                 |                                      |
| Senatori di Diritto   | Unità Socialista                                 | Emilio Canevari                 |                                      |
| Senatori di Diritto   | Unità Socialista                                 | Ludovico D'Aragona              |                                      |
| Senatori di Diritto   | Unità Socialista                                 | Eduardo Di Giovanni             |                                      |
| Senatori di Diritto   | Unità Socialista                                 | Giuseppe Filippini              |                                      |
| Senatori di Diritto   | Unità Socialista                                 | Nino Mazzoni                    |                                      |
| Senatori di Diritto   | Unità Socialista                                 | Riccardo Momigliano             |                                      |
| Senatori di Diritto   | Unità Socialista                                 | Luigi Montemartini              |                                      |
| Senatori di Diritto   | Unità Socialista                                 | Giovanni Persico                |                                      |
| Senatori di Diritto   | Unità Socialista                                 | Giuseppe Piemonte               |                                      |
| Senatori di Diritto   | Unità Socialista                                 | Francesco Zanardi               |                                      |
| Senatori di Diritto   | Unità Socialista                                 | Adolfo Zerboglio                |                                      |
| Senatori di Diritto   | Partito Liberale Italiano                        | Alessandro Casati               |                                      |
| Senatori di Diritto   | Partito Liberale Italiano                        | Benedetto Croce                 |                                      |
| Senatori di Diritto   | Partito Liberale Italiano                        | Luigi Einaudi                   |                                      |
| Senatori di Diritto   | Partito Liberale Italiano                        | Giuseppe Fusco                  |                                      |
| Senatori di Diritto   | Partito Liberale Italiano                        | Arturo Labriola                 |                                      |
| Senatori di Diritto   | Partito Liberale Italiano                        | Francesco Saverio Nitti         |                                      |
| Senatori di Diritto   | Partito Liberale Italiano                        | Vittorio Emanuele Orlando       |                                      |
| Senatori di Diritto   | Partito Liberale Italiano                        | Giuseppe Paratore               |                                      |
| Senatori di Diritto   | Partito Liberale Italiano                        | Giovanni Porzio                 |                                      |
| Senatori di Diritto   | Partito Liberale Italiano                        | Vito Reale                      |                                      |
| Senatori di Diritto   | Partito Liberale Italiano                        | Alfonso Rubilli                 |                                      |
| Senatori di Diritto   | Partito Liberale Italiano                        | Domenico Tripepi                |                                      |
| Senatori di Diritto   | Partito Socialista Italiano                      | Francesco Buffoni               |                                      |
| Senatori di Diritto   | Partito Socialista Italiano                      | Giovanni Cosattini              |                                      |
| Senatori di Diritto   | Partito Socialista Italiano                      | Michele Giua                    |                                      |
| Senatori di Diritto   | Partito Socialista Italiano                      | Emidio Lopardi                  |                                      |
| Senatori di Diritto   | Partito Socialista Italiano                      | Pietro Mancini                  |                                      |
| Senatori di Diritto   | Partito Socialista Italiano                      | Rodolfo Morandi                 |                                      |
| Senatori di Diritto   | Partito Socialista Italiano                      | Tito Oro Nobili                 |                                      |
| Senatori di Diritto   | Partito Socialista Italiano                      | Sandro Pertini                  |                                      |
| Senatori di Diritto   | Partito Socialista Italiano                      | Antonio Priolo                  |                                      |
| Senatori di Diritto   | Partito Socialista Italiano                      | Giuseppe Romita                 |                                      |
| Senatori di Diritto   | Partito Socialista Italiano                      | Tommaso Tonello                 |                                      |
| Senatori di Diritto   | Partito Repubblicano Italiano                    | Giovanni Conti                  |                                      |
| Senatori di Diritto   | Partito Repubblicano Italiano                    | Cipriano Facchinetti            |                                      |
| Senatori di Diritto   | Partito Repubblicano Italiano                    | Cino Macrelli                   |                                      |
| Senatori di Diritto   | Partito Repubblicano Italiano                    | Ferruccio Parri                 |                                      |
| Senatori di Diritto   | Partito Repubblicano Italiano                    | Carlo Sforza                    |                                      |
| Senatori di Diritto   | Indipendenti (ex PDL)                            | Ivanoe Bonomi                   |                                      |
| Senatori di Diritto   | Indipendenti (ex PDL)                            | Luigi Gasparotto                |                                      |
| Senatori di Diritto   | Indipendenti (ex PDL)                            | Enrico Molè                     |                                      |
| Senatori di Diritto   | Indipendenti (ex PDL)                            | Meuccio Ruini                   |                                      |
| Senatori di Diritto   | Indipendenti (ex PDL)                            | Dante Veroni                    |                                      |
| Senatori di Diritto   | Partito Nazionale Monarchico                     | Tullio Benedetti                |                                      |
| Senatori di Diritto   | Partito Nazionale Monarchico                     | Giuseppe Buonocore              |                                      |
| Senatori di Diritto   | Partito Sardo d'Azione                           | Emilio Lussu                    |                                      |
| Senatori di Diritto   | Partito Sardo d'Azione                           | Pietro Mastino                  |                                      |
| Senatori di Diritto   | Fronte dell'Uomo Qualunque                       | Roberto Bencivenga              |                                      |
| Senatori di Diritto   | Indipendenti                                     | Mario Abbiate                   |                                      |
| Senatori di Diritto   | Indipendenti                                     | Alberto Bergamini               |                                      |
| Senatori di Diritto   | Indipendenti                                     | Igino Coffari                   |                                      |
| Senatori di Diritto   | Indipendenti                                     | Alfredo Frassati                |                                      |
| Senatori di Diritto   | Indipendenti                                     | Federico Ricci                  |                                      |
| Senatori di Diritto   | Indipendenti                                     | Nino Ronco                      |                                      |
| Senatori di Diritto   | Indipendenti                                     | Pietro Tomasi Della Torretta    |                                      |

Inoltre, come previsto dalla III disposizione transitoria della Costituzione gli ex Senatori del Regno, non dichiarati decaduti, divennero componenti di diritto del Senato della Repubblica nella I legislatura.